# Kaija Kärkinen
Kaija Kärkinen (Sodankylä, 9 september 1962) is een Fins zangeres en actrice.

## Biografie
Kärkinen bracht haar eerste album uit in 1991. In datzelfde jaar nam ze deel aan de Finse preselectie voor het Eurovisiesongfestival. Met het nummer Hullu yö ging ze met de zegepalm aan de haal, waardoor ze haar vaderland mocht vertegenwoordigen op het Eurovisiesongfestival 1991 in de Italiaanse hoofdstad Rome. Daar eindigde ze op de twintigste plaats. Nadien vormde ze enige tijd een duo met Ile Kallio, maar ze bleef ook individueel actief.
1961: Laila Kinnunen · 
1962: Marion Rung · 
1963: Laila Halme · 
1964: Lasse Mårtenson · 
1965: Viktor Klimenko · 
1966: Ann-Christine Nyström · 
1967: Fredi · 
1968: Kristina Hautala · 
1969: Jarkko & Laura · 
1971: Markku Aro & Koivistolaiset · 
1972: Päivi Paunu & Kim Floor · 
1973: Marion Rung · 
1974: Carita · 
1975: Pihasoittajat · 
1976: Fredi & The Friends · 
1977: Monica Aspelund · 
1978: Seija Simola · 
1979: Katri Helena · 
1980: Vesa-Matti Loiri · 
1981: Riki Sorsa · 
1982: Kojo · 
1983: Ami Aspelund · 
1984: Kirka · 
1985: Sonja Lumme · 
1986: Kari Kuivalainen · 
1987: Vicky Rosti & Boulevard · 
1988: Boulevard · 
1989: Anneli Saaristo · 
1990: Beat · 
1991: Kaija · 
1992: Pave · 
1993: Katri Helena · 
1994: CatCat · 
1996: Jasmine · 
1998: Edea · 
2000: Nina Åström · 
2002: Laura · 
2004: Jari Sillanpää · 
2005: Geir Rönning · 
2006: Lordi · 
2007: Hanna Pakarinen · 
2008: Teräsbetoni · 
2009: Waldo's People · 
2010: Kuunkuiskaajat · 
2011: Paradise Oskar · 
2012: Pernilla Karlsson · 
2013: Krista Siegfrids · 
2014: Softengine · 
2015: Pertti Kurikan Nimipäivät · 
2016: Sandhja · 
2017: Norma John · 
2018: Saara Aalto · 
2019: Darude feat. Sebastian Rejman · 
2021: Blind Channel · 
2022: The Rasmus · 
2023: Käärijä · 
2024: Windows95Man ·
2025: Erika Vikman
- International Standard Name Identifier: 0000 0001 3054 5886
- MusicBrainz: cff9c7a2-67e5-46fd-ab20-a3438344c1c8
- Virtual International Authority File: 7495167867524923060001